# Grammia simplex
Grammia simplex är en fjärilsart som beskrevs av Richard Harper Stretch 1906. Grammia simplex ingår i släktet Grammia och familjen björnspinnare. Inga underarter finns listade i Catalogue of Life.